# 1983年全米オープン (テニス)
1983年 全米オープン（1983ねんぜんべいオープン、US Open 1983）は、アメリカ・ニューヨークマンハッタンにある「USTAナショナル・テニスセンター」にて、1983年8月30日から9月11日にかけて開催された。

## シード選手

### 男子シングルス
1. ジョン・マッケンロー　（4回戦）
2. イワン・レンドル　（準優勝）
3. ジミー・コナーズ　（優勝、2年連続5度目）
4. ヤニック・ノア　（ベスト8）
5. マッツ・ビランデル　（ベスト8）
6. ギレルモ・ビラス　（3回戦）
7. （試合開始前に棄権）
8. ホセ・ルイス・クラーク　（1回戦）
9. ジミー・アリアス　（ベスト4）
10. ホセ・ヒゲラス　（2回戦）
11. ジーン・マイヤー　（3回戦）
12. ヨハン・クリーク　（4回戦）
13. スティーブ・デントン　（3回戦）
14. エリオット・テルチャー　（ベスト8）
15. ビタス・ゲルレイティス　（3回戦）
16. ビル・スカンロン　（ベスト4）

### 女子シングルス
1. マルチナ・ナブラチロワ　（初優勝）
2. クリス・エバート・ロイド　（準優勝）
3. アンドレア・イエガー　（ベスト8）
4. トレーシー・オースチン　（試合開始前に棄権）
5. パム・シュライバー　（ベスト4）
6. ウェンディ・ターンブル　（3回戦）
7. シルビア・ハニカ　（ベスト8）
8. ハナ・マンドリコワ　（ベスト8）
9. アンドレア・テメシュバリ　（3回戦）
10. ジーナ・ガリソン　（4回戦）
11. バーバラ・ポッター　（2回戦）
12. キャシー・リナルディ　（2回戦）
13. クラウディア・コーデ＝キルシュ　（2回戦）
14. ジョー・デュリー　（ベスト4）
15. バージニア・ルジッチ　（1回戦）
16. キャシー・ジョーダン　（4回戦）

## 大会経過

### 男子シングルス
準々決勝
- ビル・スカンロン vs.  マーク・ディクソン　3-6, 6-4, 4-6, 6-3, 7-6
- ジミー・コナーズ vs.  エリオット・テルチャー　7-6, 6-2, 6-2
- ジミー・アリアス vs.  ヤニック・ノア　7-6, 4-6, 6-3, 1-6, 7-5
- イワン・レンドル vs.  マッツ・ビランデル　6-4, 6-4, 7-6

準決勝
- ジミー・コナーズ vs.  ビル・スカンロン　6-2, 6-3, 6-2
- イワン・レンドル vs.  ジミー・アリアス　6-2, 7-6, 6-1

### 女子シングルス
準々決勝
- マルチナ・ナブラチロワ vs.  シルビア・ハニカ　6-0, 6-3
- パム・シュライバー vs.  アンドレア・イエガー　7-6, 6-3
- ジョー・デュリー vs.  イバンナ・マドルガ　6-2, 6-2
- クリス・エバート・ロイド vs.  ハナ・マンドリコワ　6-4, 6-3

準決勝
- マルチナ・ナブラチロワ vs.  パム・シュライバー　6-2, 6-1
- クリス・エバート・ロイド vs.  ジョー・デュリー　6-4, 6-4

## 決勝戦の結果
- 男子シングルス： ジミー・コナーズ vs.  イワン・レンドル　6-3, 6-7, 7-5, 6-0
- 女子シングルス： マルチナ・ナブラチロワ vs.  クリス・エバート・ロイド　6-1, 6-3
- 男子ダブルス： ジョン・マッケンロー＆ ピーター・フレミング vs.   フリッツ・ビューニング＆  バン・ウィニツキー　6-3, 6-4, 6-2
- 女子ダブルス： マルチナ・ナブラチロワ＆ パム・シュライバー vs.  ロザリン・フェアバンク＆ キャンディ・レイノルズ　6-7, 6-1, 6-3
- 混合ダブルス： ジョン・フィッツジェラルド＆ エリザベス・セイヤーズ vs.   ファーディ・テイガン＆ バーバラ・ポッター　3-6, 6-3, 6-4